# Pokój toruński (1411)

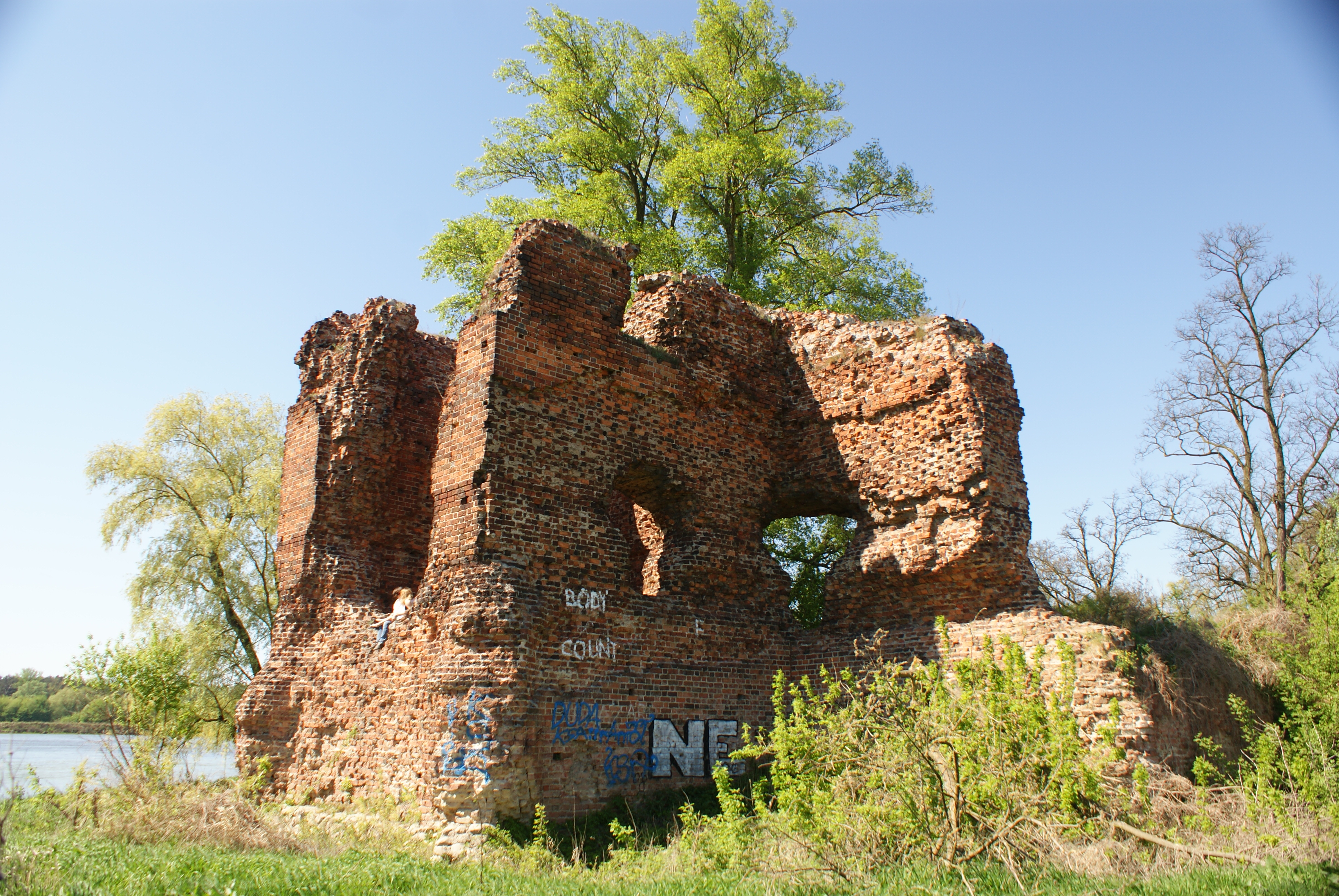
Ruiny zamku w Złotorii, w pobliżu którego wymieniono opieczętowane dokumenty pokoju

Pokój toruński – traktat pokojowy zawarty 1 lutego 1411 na wiślanej wyspie Kępa Bazarowa w Toruniu między Polską i Litwą a Krzyżakami, kończący tzw. wielką wojnę z lat 1409–1411. 
Postanowienia:
- Królestwo Polskie odzyskało ziemię dobrzyńską[1] z zamkami w Złotorii i Bobrownikach.
- Zakon krzyżacki zrezygnował ze Żmudzi na okres życia Władysława Jagiełły i Witolda.
- Księstwo Mazowieckie odzyskało Zawkrze.
- Toruń, po pięciomiesięcznej przynależności do Polski, na mocy traktatu przeszedł ponownie pod panowanie Krzyżaków, podobnie jak cała ziemia chełmińska.
- Obie strony postanowiły też, że kupcy obu państw mogą swobodnie i bez przeszkód, według dawnych zwyczajów, używać dróg wodnych i lądowych.
- Zakon krzyżacki jako odszkodowanie[potrzebny przypis] i za wykup jeńców zobowiązał się zapłacić w czterech ratach 100 000 kop (schock(inne języki)) groszy praskich (po dwóch ratach o łącznej wysokości 45 tys. wynegocjowano nową umowę)[1].
- Kwestie Santoka i Drezdenka miały być poddane sądowi arbitrażowemu.
- Ziemie, miasta i zamki zdobyte przez obie strony wrócą pod poprzednią władzę, a poddani zakonu, składający w czasie wojny przysięgę na wierność królowi polskiemu, zostali z niej zwolnieni.

Uroczystego zaprzysiężenia i opieczętowania traktatu dokonali Władysław Jagiełło i Witold ze strony polskiej i litewskiej, a następnie wielki mistrz zakonu krzyżackiego Heinrich von Plauen. Do wymiany w pełni opieczętowanych dokumentów pokoju doszło w maju 1411 roku w pobliżu zamku w Złotorii nad Drwęcą.
Pomimo niewielkich nabytków na rzecz Polski, I pokój toruński miał wielkie znaczenie dla pozycji Jagiełły na arenie międzynarodowej, ponieważ w jego konsekwencji w marcu 1412 roku Zygmunt Luksemburski z Jagiełłą podpisali w Lubowli traktat pokojowy, który usankcjonował Jagiełłę jako władcę chrześcijańskiego i w wyniku którego przestawał obowiązywać okrążający Polskę sojusz krzyżacko-węgierski. Następnie Zygmunt wymógł na Zakonie wypłatę odszkodowania zapisanego w pokoju toruńskim. Z odszkodowania tego 37 tys. kop groszy praskich pożyczył od Polski pod tzw. Zastaw spiski, który pozostał pod kontrolą Polski do końca XVIII wieku.
W konflikcie z Krzyżakami I pokój toruński nie doprowadził do trwałego pokoju między państwem krzyżackim a Koroną i Wielkim Księstwem i już w 1414 roku wybuchła nowa wojna (wojna głodowa).